# Ливань
Лива́нь (кит. упр. 荔湾, пиньинь Lìwān) — район города субпровинциального значения Гуанчжоу провинции Гуандун.

## География
Разветвлённое русло и притоки реки Чжуцзян образуют множество островов различных размеров. Район Ливань разделен рекой Чжуцзян на две основные частиː Сигуань (северо-восточная часть) и Фанцунь (юго-западная). 
Историческая часть района Сигуань (Старый Сигуань) ограничена на севере улицами Чжуншань 8 и Чжуншань 7, на востоке — улицами Средняя Женьминь и Южная Женьминь, на юге и западе — набережной Жемчужной рекой. 
С севера Ливань граничит с районом Байюнь, с востока — с районами Юэсю и Хайчжу, с юго-востока — с районом Паньюй, с юго-запада и запада — с округом Фошань.
В районе расположено несколько популярных парков: 
- Парк озера Ливань
- Парк культуры Гуанчжоу
- Парк Шамянь
- Парк Цзэнбу
- Парк Циннянь
- Парк Цзуйгуань

## История

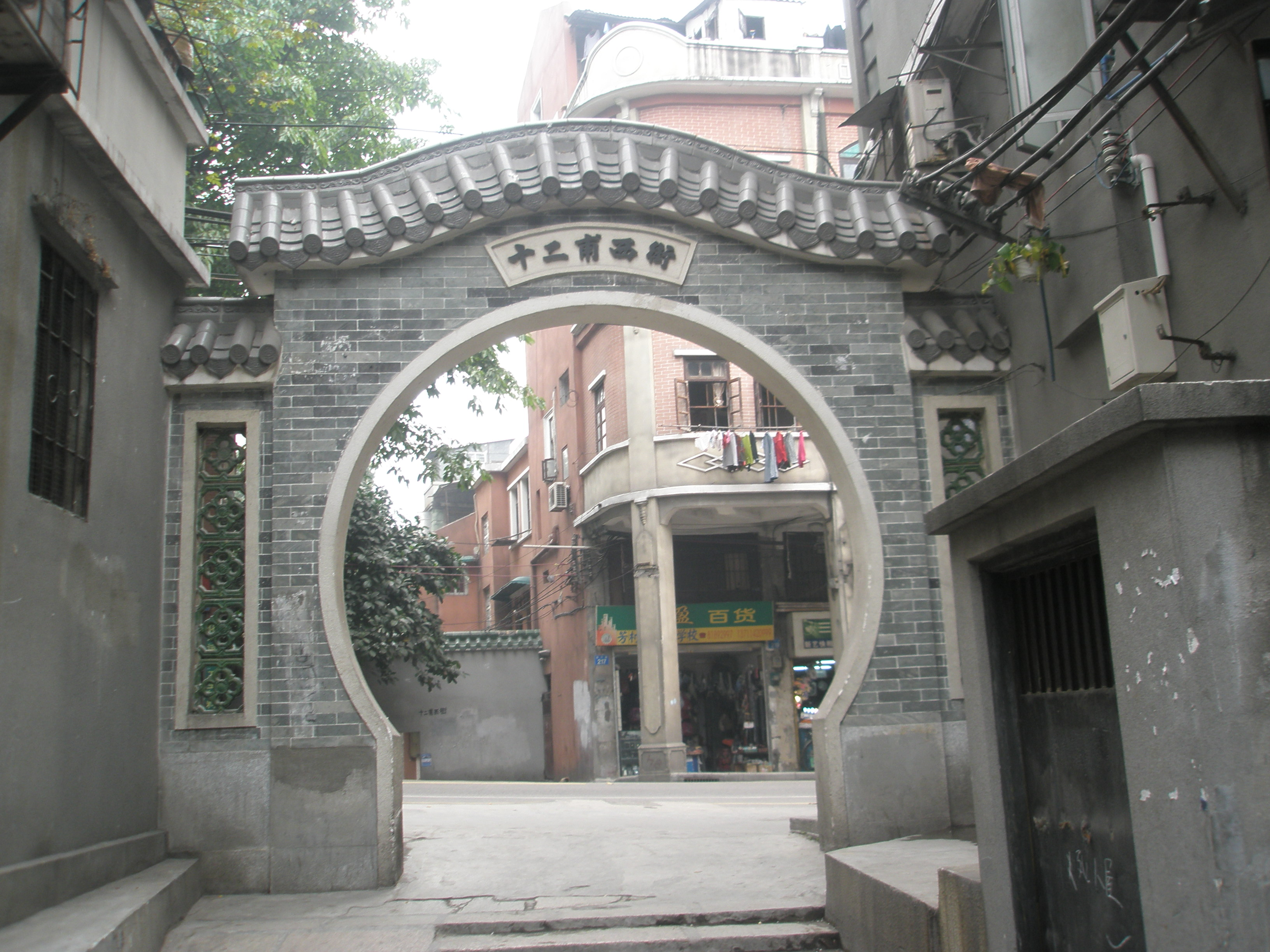
Традиционная застройка старой части района Сигуань

Исторически эти места были частью уезда Наньхай (南海县). Когда во времена империи Мин начались контакты с европейцами, в этих местах образовался торговый порт. Старый Гуанчжоу был обнесён крепостной стеной, через которую вели многочисленные ворота. В западной части стены располагались «Ворота великого мира» (Тайпинмэнь) и «Западные ворота» (Чжэнсимэнь). От «Западных ворот» район и получил своё название — 
Сайквань или Сигуань.
Старый Сигуань охватывал большую часть нынешнего района Ливань, за исключением деревни Сицунь на севере и старого округа Фанцунь, лежавшего на другом берегу Жемчужной реки. Сигуань делился на две части — нижнюю и верхнюю. Во времена империи Цин именно здесь разместились европейские «13 факторий» (сегодня на их месте раскинулся Парк культуры Гуанчжоу). Восточную границу «13 факторий» образовывал большой ров, который отделял Сигуань от района Наньгуань — южного пригорода Старого Гуанчжоу, в котором находились императорские доки.  
В середине XIX века на острове Шамянь был создан англо-французский сеттльмент.
В имперское время в Китае не было «населённых пунктов»: то, что европейские путешественники называли «городами», с точки зрения китайской системы было просто более урбанизированными частями административных единиц, никак с формальной точки зрения не отделёнными от прочей их территории (эти «города» не имели ни отдельной администрации, ни отдельного бюджета — ничего). После Синьхайской революции новые республиканские власти взяли курс на вестернизацию страны, и в 1921 году был официально образован первый город — город Гуанчжоу. Англо-французский сеттльмент стал частью новообразованного города, а потом постепенно в городскую черту перешли и окружающие территории.
После Второй мировой войны Великобритания и Франция официально отказались от экстерриториальных прав в Китае, и в 1946 году сеттльмент был упразднён.
Войска китайских коммунистов вошли в Гуанчжоу на завершающем этапе гражданской войны, 14 октября 1949 года. В 1950 году на этих землях были созданы районы Ливань, Чаншоу (长寿区), Сицунь (西村区) и Фанцунь (芳村区). В 1952 году районы Ливань, Чаншоу и часть района Сицунь были объединены в Западный район (西区). В 1960 году Западный район был переименован в район Ливань.
Постановлением Госсовета КНР от 28 апреля 2005 года район Фанцунь был присоединён к району Ливань.

## Население
Среди коренных жителей района распространён «сигуаньский» диалект кантонского.

## Административное деление
Район делится на 22 уличных комитета.
Сигуань
- Дуобао (Duobao)
- Линнань (Lingnan)
- Лунцзинь (Longjin)
- Наньюань (Nanyuan)
- Сицунь (Xicun)
- Фэнъюань (Fengyuan)
- Хуалинь (Hualin)
- Цайхун (Caihong)
- Цзиньхуа (Jinhua)
- Цяочжун (Qiaozhong)
- Чанхуа (Changhua)
- Чжаньцянь (Zhanqian)
- Шамянь (Shamian)

Фанцунь
- Байхэдун (Baihedong)
- Дунцзяо (Dongjiao)
- Дунша (Dongsha)
- Хайлун (Hailong)
- Хуади (Huadi)
- Чацзяо (Chajiao)
- Чункоу (Chongkou)
- Чжуннань (Zhongnan)
- Шивэйтан (Shiweitang)

## Экономика
В районе базируется крупная фармацевтическая компания Baiyunshan Pharmaceutical.

## Транспорт
Две части района — Сигуань и Фанцунь — соединены мостом (идет через остров и пересекает два русла) и тоннелем для автотранспорта и метро. Ливань с районом Хайчжу связывают (с севера на юг) тоннель Чжоутоуцзи, мосты через южное русло Чжуцзян Хэдон и Яцзиша, с районом Паньюй — мост через Чжуцзян автодороги S39. Ливань с районом Наньхай города Фошань через Чжуцзян и ее канал Фошань соединены тремя мостами (автодорог S113 и метро, S267, S43), через Чжуцзян на севере — нет мостов и тоннелей.

### Метрополитен
Через территорию района Ливань проходят пять линий метрополитена Гуанчжоу:
- С севера на юг идёт Первая линия (станции Chen Clan Academy, Changshou Lu, Huangsha, Fangcun, Huadiwan, Kengkou, Xilang), соединив Сигуань и Фанцунь,
- Затем Первая линия продолжается на запад как линия Guangfo[3] (станции Xilang, Jushu, Longxi) с пересадкой на станции Силан.
- На севере района проходит Шестая линия (станции Hesha, Tanwei, Ruyifang, Huangsha, Cultural Park).
- Также северную часть Ливаня пересекает Пятая линия (станции Jiaokou, Tanwei, Zhongshanba, Xichang, Xicun), где участок Цзяокоу—Танвэй соединяет Сигуань и Фанцунь.
- Восьмая линия имеет одну станцию (Cultural Park) с пересадкой на одноименную станцию Шестой линии, которая соединяет районы Ливань и Хайчжу.

### Автомобильный транспорт
Через территорию района Ливань проходят Внутренняя кольцевая дорога, автомагистрали S39, S43, S81 (Вторая кольцевая дорога), S113 и S267.

## Города-побратимы
- Анталья, Турция (2015)[4]